# Liste der Kulturdenkmäler in Hettenhausen
In der Liste der Kulturdenkmäler in Hettenhausen sind alle Kulturdenkmäler der rheinland-pfälzischen Ortsgemeinde Hettenhausen aufgeführt. Grundlage ist die Denkmalliste des Landes Rheinland-Pfalz (Stand: 31. August 2023).

## Einzeldenkmäler
| Bezeichnung | Lage                | Baujahr         | Beschreibung                                                                   | Bild |
| ----------- | ------------------- | --------------- | ------------------------------------------------------------------------------ | ---- |
| Schulhaus   | Hauptstraße 4 Lage  | um 1920         | ehemalige Schule; Walmdachbau, Reformarchitektur, um 1920                      | BW   |
| Wohnhaus    | Hauptstraße 22 Lage | 1831            | Wohnhaus einer Hofanlage; klassizistischer Krüppelwalmdachbau, bezeichnet 1831 | BW   |
| Brücke      | Talstraße Lage      | 19. Jahrhundert | Straßenbrücke über den Arnbach; einbogig, Quadermauerwerk, 19. Jahrhundert     | BW   |